# Davide Bresadola
Davide Bresadola (Cles, 10 settembre 1988) è un ex saltatore con gli sci ed ex combinatista nordico italiano.

## Biografia
È fratello maggiore di Giovanni Bresadola, che vanta una partecipazione olimpica a Pechino 2022.
Residente a Cusiano, in Val di Sole (Trentino), appartiene al Centro sportivo olimpico dell'Esercito e ha esordito in nazionale nel 2001.

### Carriera nella combinata nordica
Fino al 2010 ha gareggiato prevalentemente nella combinata nordica; in Coppa del Mondo ha esordito il 14 gennaio 2006 in Val di Fiemme, senza concludere la gara, e ha ottenuto il miglior piazzamento il 14 gennaio 2007 a Lago di Tesero (11º)
Ha preso parte ai XX Giochi olimpici invernali di Torino 2006 (44º nella sprint; in quell'occasione fu inserito anche nel quartetto italiano della gara a squadre di salto con gli sci, chiusa all'11º posto) e ai Mondiali di Liberec 2009 (7º nella gara a squadre il miglior piazzamento).

### Carriera nel salto con gli sci
Dal 2010 si è dedicato esclusivamente al salto con gli sci; in Coppa del Mondo ha esordito il 29 gennaio 2011 a Willingen (11º).
Gareggiando nel salto ha partecipato a un'altra edizione dei Giochi olimpici invernali, Soči 2014 (squalificato nel trampolino normale, 41º nel trampolino lungo), ad altre quattro dei Campionati mondiali (7º nella gara a squadre mista dal trampolino normale a Lahti 2017 il miglior piazzamento), e a una dei Mondiali di volo, Harrachov 2014 (40º nell'individuale). Ai XXIII Giochi olimpici invernali di Pyeongchang 2018 si è classificato 35º nel trampolino normale, 47º nel trampolino lungo e 11º nella gara a squadre.

## Palmarès

### Combinata nordica

#### Campionati italiani
- 2 medaglie[2]:
  - 2 argenti (individuale nel 2004; sprint nel 2005)

### Salto con gli sci

#### Coppa del Mondo
- Miglior piazzamento in classifica generale: 52º nel 2015

#### Campionati italiani
- 2 medaglie[1]:
  - 1 argento (trampolino lungo nel 2012)
  - 1 bronzo (trampolino normale nel 2012)